# ویتوستوویتسه
ویتوستوویتسه (به لاتین: Witostowice) یک روستا در لهستان است که در گمینا ژنبیتسه واقع شده‌است.